# Sanger (Texas)
Sanger é uma cidade localizada no estado norte-americano do Texas, no Condado de Denton.

## Demografia
Segundo o censo norte-americano de 2000, a sua população era de 4534 habitantes.
Em 2006, foi estimada uma população de 6984, um aumento de 2450 (54.0%).

## Geografia
De acordo com o United States Census Bureau, a cidade tem uma área de 8,1 km². Sanger localiza-se a aproximadamente 208 metros acima do nível do mar.

## Localidades na vizinhança
O diagrama seguinte representa as localidades num raio de 20 km ao redor de Sanger.